# Калинино (Никольский район)
Калинино — деревня в Никольском районе Вологодской области.
Входит в состав Теребаевского сельского поселения, с точки зрения административно-территориального деления — в Теребаевский сельсовет.
Расстояние по автодороге до районного центра Никольска — 24 км, до центра муниципального образования Теребаево — 7 км. Ближайшие населённые пункты — Челпаново, Подольская, Нагавицино.
По переписи 2002 года население — 195 человек (90 мужчин, 105 женщин). Преобладающая национальность — русские (98 %).